# Dmîtro Kariucenko
Dmîtro Mîkolaiovîci Kariucenko (ucraineană Дмитро Миколайович Карюченко) (n. 15 ianuarie 1980, Harkov, RSS Ucraineană, URSS) este un scrimer ucrainean specializat pe spadă. A participat la Jocurile Olimpice de vară din 2004 și la Olimpiada din 2012. Cu echipa Ucrainei a fost campion mondial la Moscova 2015 și campion european la Koblenz 2001.

## Palmares
Clasamentul la Cupa Mondială
| An  | 2002 | 2003 | 2004 | 2005 | 2006 | 2007 | 2008 | 2009 | 2010 | 2011 | 2012 | 2013 | 2014 | 2015 |
| --- | ---- | ---- | ---- | ---- | ---- | ---- | ---- | ---- | ---- | ---- | ---- | ---- | ---- | ---- |
| Loc | 56   | 20   | 46   | 25   | 2    | 49   | 121  | 90   | 36   | 33   | 21   | 35   | 92   | 76   |